# Метод площадей

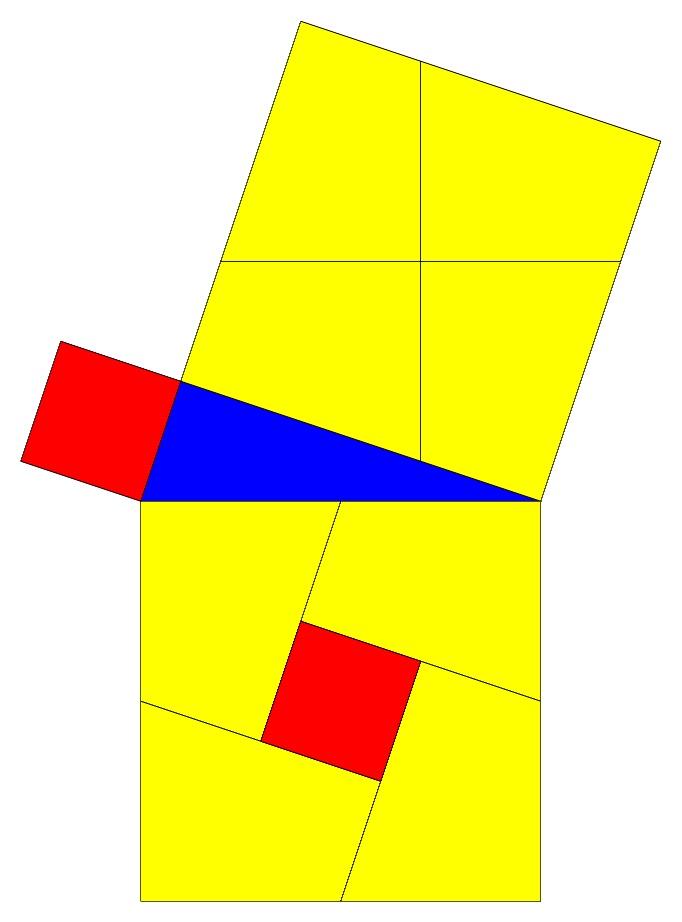
Схема доказательства теоремы Пифагора.

Метод площадей — метод решения геометрических тождеств путём подсчёта площадей фигур разными способами.
Методом площадей также доказываются теорема Пифагора, теорема о биссектрисе, теорема Чевы и многие другие.

## Пример: Доказательство Евклида теоремы Пифагора

Чертёж к доказательству Евклида. Основное направление доказательства — установление конгруэнтности, площадь которых составляет половину площади прямоугольников и соответственно.

Классическое доказательство Евклида направлено на установление равенства площадей между прямоугольниками, образованными из рассечения квадрата над гипотенузой высотой из прямого угла, с квадратами над катетами.
Конструкция, используемая для доказательства, следующая: для прямоугольного треугольника {\displaystyle \triangle ABC} с прямым углом {\displaystyle C}, квадратов над катетами {\displaystyle ACED} и {\displaystyle BCFG} и квадрата над гипотенузой {\displaystyle ABIK} строится высота {\displaystyle CH} и продолжающий её луч {\displaystyle s}, разбивающий квадрат над гипотенузой на два прямоугольника — {\displaystyle AHJK} и {\displaystyle BHJI}. Доказательство нацелено на установление равенства между площадями прямоугольника {\displaystyle AHJK} и квадрата над катетом {\displaystyle AC}; равенство площадей второго прямоугольника, составляющего квадрат над гипотенузой, и прямоугольника над другим катетом устанавливается аналогичным образом.
Равенство площадей прямоугольника {\displaystyle AHJK} и {\displaystyle ACED} устанавливается через конгруэнтность треугольников {\displaystyle \triangle ACK} и {\displaystyle \triangle ABD}, площадь каждого из которых равна половине площади квадратов {\displaystyle AHJK} и {\displaystyle ACED} соответственно в связи со следующим свойством: площадь треугольника равна половине площади прямоугольника, если у фигур есть общая сторона, а высота треугольника к общей стороне является другой стороной прямоугольника. Конгруэнтность треугольников следует из равенства двух сторон (стороны квадратов) и углу между ними (составленного из прямой угла и угла при {\displaystyle A}).
Таким образом, доказательством устанавливается, что площадь квадрата, построенного на гипотенузе, составленного из прямоугольников {\displaystyle AHJK} и {\displaystyle BHJI}, равна сумме площадей квадратов над катетами.